# Bách bộ hoa trên lá
Bách bộ hoa trên lá (danh pháp: Stemona phyllantha) là một loài thực vật có hoa trong họ Stemonaceae. Loài này được Gagnep. miêu tả khoa học đầu tiên năm 1934.